# Odontomachini
Ondontomachini  este un trib de furnici care aparține subfamiliei Ponerinae. Ondontomachini include două genuri: Odontomachus, și Anochetus.